# Jovito Salonga
Jovito Reyes Salonga (Pasig, 22 giugno 1920 – Quezon, 10 marzo 2016) è stato un politico, attivista e avvocato filippino.
Nativo della provincia di Rizal, crebbe in un contesto povero. Laureatosi all'Università delle Filippine, grazie a delle borse si studio ebbe l'occasione di frequentare istituzioni di prestigio negli Stati Uniti come le Università di Yale e di Harvard. Nel 1960 fu convinto ad entrare in politica dall'allora Presidente Diosdado Macapagal e l'anno seguente fu eletto rappresentante congressuale per il secondo distretto di Rizal. Dopo un solo mandato, nel 1965 si candidò con successo nel Senato filippino e nel 1972 fu gravemente ferito nel controverso attentato di Plaza Miranda, evento che egli attribuì al Partito Comunista del ribelle Jose Maria Sison. Durante questi anni, forte della sua grande amicizia con il socialista Ninoy Aquino, crebbero anche i suoi dissidi con il governo di Ferdinand Marcos; nel corso della legge marziale Salonga si contraddistinse come nota figura dell'opposizione, assieme ad altri esponenti del Partito Liberale come il già citato Aquino, Gerry Roxas e Jose Diokno.
Detenuto più volte tra gli anni settanta e ottanta, per essere stato sospettato di aver collaborato a una serie di attentati, fu scarcerato nel 1986 a seguito della rivoluzione del Rosario che portò alla cacciata forzata di Marcos. Eletto nuovamente nel Senato sulla scia dell'ondata emotiva causata dalla rivoluzione, tra il 1986 ed il 1987 occupò la carica di Presidente della Commissione presidenziale per il buon governo. Tra il 1987 ed il 1992 fu inoltre Presidente della camera alta.

## Biografia
Jovito Salonga nacque a Pasig da una famiglia povera, il 22 giugno 1920. Il padre Esteban Salonga era un pastore presbiteriano, mentre la madre Bernardita Reyes era una venditrice al mercato pubblico. La coppia si era sposta nel 1904.